# Aphilodontidae
Aphilodontidae (лат.) — семейство губоногих многоножек.
Около 15 видов. Южная Америка и Южная Африка. Встречаются в различных наземных укрытиях и влажных местах. Питаются разнообразными мелкими членистоногими. Усики 14-члениковые. Оцеллии отсутствуют. Ранее рассматривалось в качестве подсемейства Aphilodontinae в составе семейства Geophilidae.
Встречаются, в основном, в Южной Америке и южной Африке. Мандибулы с единственной гребенчатой ламеллой. Количество сегментов, несущих ноги варьирует от 35 до 87, а размеры от 1 до 6 см.

## Классификация и распространение
Около 15 видов. Встречаются, в основном, в Южной Америке и южной Африке.
- Aphilodon Silvestri, 1898[5]
  - Aphilodon angustatus Silvestri, 1909 — Бразилия
  - Aphilodon bidentatus Lawrence, 1955 — Южная Африка (Натал)[6]
  - Aphilodon brevipes Verhoeff, 1938 — Южная Африка (Натал)[7]
  - Aphilodon caffrarius Verhoeff, 1937 — Южная Африка[8]
  - Aphilodon intermedius Silvestri, 1909 — Аргентина[1]
  - Aphilodon longipes  Lawrence, 1955 — Южная Африка (Натал)[6]
  - Aphilodon macronyx  Lawrence, 1955[9]
  - Aphilodon maritimus  Lawrence, 1963 — Южная Африка (Натал)[10]
  - Aphilodon modestus  Silvestri, 1909 — Парагвай[1]
  - Aphilodon pauciporus  Lawrence, 1963 — Южная Африка (Натал)[10]
  - Aphilodon porosus  Verhoeff, 1937 — Южная Африка[8]
  - Aphilodon spegazzinii  Silvestri, 1898 — Аргентина[5]
  - Aphilodon transvaalicus  Lawrence, 1963 — Южная Африка[10]
  - Aphilodon weberi  Silvestri, 1909[1]
- Mecistauchenus Broelemann, 1907[11]
  - Mecistauchenus micronyx (Brölemann, 1902) — Бразилия[12]
- Mecophilus Silvestri, 1909[1]
  - Mecophilus neotropicus Silvestri, 1909 — Бразилия
- Philacroterium Attems, 1926 (=Philacrotherium)[13]
  - Philacroterium cribellatum Attems, 1928 — Южная Африка[14]